# ألبرت هيرزفيلد
ألبرت هيرزفيلد (بالألمانية: Albert Herzfeld) هو رسام ألماني، ولد في 1865 في دوسلدورف في ألمانيا، وتوفي في 1943 في تيريزين في التشيك.